# 『いちご白書』をもう一度
「『いちご白書』をもう一度」（いちごはくしょをもういちど）は、日本のフォーク・グループであるバンバンの楽曲。1975年8月1日に、同グループの5枚目のシングルとしてCBS・ソニーからリリースされた。

## 背景
バンバンのメンバーであるばんばひろふみは、当時ラジオの深夜番組においてディスクジョッキーとして活動し人気も高かったが、デビューから4年経過してもまだヒット曲がないことに焦りを感じていた。その頃、荒井由実（現・松任谷由実）の曲を聞き「他の女性シンガーとは違う。キラキラしたすごい才能」と感銘を受けたばんばは「彼女の曲で売れなければ諦めもつく」と考え、最後の曲として荒井に書いてもらいたいと思い、荒井に会うためあらゆる伝を探し行き着いた所が松任谷正隆であった。そしてばんばは荒井と直接会い、条件を何も付けずに一曲依頼した。この曲のヒットによりバンバンを継続することになり、ばんばは「バンバンの寿命を延ばしてくれた曲」と語っている。
荒井も松任谷姓になった後の2003年にアルバム『Yuming Compositions: FACES』でセルフカバーした。

## 制作

### 『いちご白書』をもう一度
過ぎ去った学生時代を思い出すという内容の曲で、タイトルにある『いちご白書』は、1970年6月15日に公開されたアメリカ映画で、1968年にコロンビア大学で実際に起こった学園紛争の手記をもとに制作されたものである。
荒井は、当時あった学生運動を題材にした歌を書きたいと思っていたところにばんばが現れ、「初対面のばんばが学生っぽく、最後のピースがはまった感じだった」と感じ、曲を書く事となった。その題材を提供したのが早大紛争を経験した音楽プロデューサーの前田仁であった。
デモテープを聞いたばんばは、興行が振るわずすぐ打ち切られた、誰も知らないような映画をタイトルに使ったことに驚き、日常性を的確に捉えながら学生時代への別れを表現する斬新なフレーズにまた驚いたという。

## 音楽性

### 『いちご白書』をもう一度
歌詞にある「就職が決まって髪を切ってきた時」というフレーズに対し、音楽プロデューサーの前田は「就職が決まって髪を切るはずないじゃない」とツッコミしている。日本経済新聞2015年11月10日のコラム「春秋」では、「昨今に比べればおおらかな就職戦線だったから、こういう光景があったかもしれない。いまみたいにシューカツなるものがマニュアル化していなかった時代だ」としている。また、ばんば自身は「一瞬妙に思ったが、超優秀だから長髪でも内定した、ということにしておこう」と語っている。
当時は、学生運動の象徴であった東大安田講堂事件から6年が経過し、学生運動の高揚と退潮がまだ社会の記憶に残っていた時代であり、ばんばは本曲について「社会を変えるつもりで闘争に加わった学生達は、生活のために会社の歯車となり、彼らは皆何らかの敗北感を持っていた。この歌は挫折感を抱えた同世代への鎮魂歌なんです」と語っており、同世代の者も同じように受け止めている。

### 冷たい雨
カップリングの「冷たい雨」は、1976年にハイ・ファイ・セットがカバーしてオリコン最高位30位、15.4万枚のセールスを記録している。

## チャート成績
レコード発売前にばんばは、本曲を自分が担当する深夜放送で流したところ、たちまちリクエストはがきが段ボール箱にあふれるほど殺到し、発売後はヒットチャートになった。バンバンとしては唯一のオリコン1位を獲得し、年間売り上げ13位にランクインした。
オリコンチャートにおいて、初登場は78位であったがリリースされてから約2か月余りでオリコンのトップ10にランクインした。12週目には1位を獲得し、6週間1位を獲得した。同チャートにおける累計売上は75.1万枚を記録している。
100万枚を突破したとする資料もある。

## 収録曲
| 全作詞・作曲: 荒井由実、全編曲: 瀬尾一三。 |                              |          |            |      |
| #                                          | タイトル                     | 作詞     | 作曲・編曲 | 時間 |
| A.                                         | 「『いちご白書』をもう一度」 | 荒井由実 | 荒井由実   | 4:35 |
| B.                                         | 「冷たい雨」                 | 荒井由実 | 荒井由実   | 3:58 |
| 合計時間:                                  | 合計時間:                    | 8:33     |            |      |

## 他アーティストのカバー

### 『いちご白書』をもう一度
- 天地真理（1976年）- アルバム『私は天地真理』収録
- 内山田洋とクールファイブ（1976年）- アルバム『ふれあいの詩』収録
- Mi-ke（1992年）- カバーアルバム『忘れじのフォーク・白い2白いサンゴ礁』収録
- 五木ひろし（1992年）- カバーアルバム『ひろしとギター4〜ここに真実の詩がある〜』収録
- 研ナオコ（1993年）- カバーアルバム『Ago あの頃へラブレター』収録
- 井下さおり（1997年）- アルバム『inside』収録
- 鈴木真仁（1998年）- カバーアルバム『いちご白書をもう一度』収録
- ハロー!プロジェクト（2002年）- アルバム『FOLK SONGS2』収録（歌唱は メロン記念日・ばんばひろふみ）
- 松本孝弘（B'z[注釈 2]）（2003年）- カバーアルバム『THE HIT PARADE』収録（歌唱は 菅崎茜）
- ビリケン（2003年） - シングル
- 門倉有希（2005年） - アルバム『BEST〜J LOVE SONG〜』収録
- 河村隆一（2006年） - カバーアルバム『evergreen 〜あなたの忘れ物〜』収録
- 佐藤竹善（2007年） - カバーアルバム『ウタヂカラ〜CORNERSTONES4〜』収録
- 中森明菜（2008年） - カバーアルバム『フォーク・ソング〜歌姫抒情歌』収録
- 大友康平（2008年） - カバーアルバム『J-STANDARD 70's』収録
- 大野真澄（2008年） - カバーアルバム『VOCAL’S VOCALS』収録
- 高野千恵（2012年） - カバーアルバム『Requestシリーズ フォークソング編』収録
- 吉幾三（2012年） - カバーアルバム『あの頃の青春を詩う』収録
- 石川ひとみ（2013年） - カバーアルバム『THE REBORN SONGS〜すずらん〜』収録
- 坂本冬美（2014年） - カバーアルバム『Love Songs V 〜心もよう』収録
- やなわらばー（2015年） - カバーアルバム『縁唄〜フォークソングとやなわらばー〜』収録

### 冷たい雨
- ハイ・ファイ・セット（1976年） - シングル
- 倉田まり子（1982年） - シングル
- 森丘祥子（1990年） - アルバム『Pink & Blue』収録
- 香西かおり（2001年） - カバーアルバム『綴織百景VOL.8〜ノスタルジィ〜』収録